# NGC 7527
NGC 7527 (również PGC 70728 lub UGC 12428) – galaktyka eliptyczna (E), znajdująca się w gwiazdozbiorze Pegaza. Odkrył ją Albert Marth 5 września 1864 roku.